# Bogonam-Foulbé
Bogonam-Foulbé est un village situé dans le département de Kongoussi de la province du Bam dans la région du Centre-Nord au Burkina Faso.

## Géographie

### Localisation
Bogonam-Foulbé est situé à 29 km du chef-lieu de la commune qui est Kongoussi.
Bogonam-Foulbé est limité :
- au nord par le village de Lourgou
- au sud par le village de Zanou
- à l’est par le village de Bogonam et le village de Ritimyinga
- à l’ouest par le village de Goanga

### Géologie et relief

#### Relief
Le relief de l’ensemble du village est presque plat. Le terroir a une inclinaison générale Sud-Nord. On identifie des collines de part et d’autre dans le village. On note aussi l’existence de ravin et de bas-fonds.

#### Sols
Ce sont des sols peu évolués et peu profonds (<45 cm) à valeur agricole très faible à nulle. Ils sont utilisés à des fins sylvo-pastorales. Les sols ferrugineux tropicaux sont localisés sur les pentes supérieures des collines. Ils sont peu profonds (<45 cm) et proviennent de l'altération des cuirasses. Ce sont des sols à vocation agro-sylvo-pastorale. Les sols sablo-limoneux à argileux sont localisés le long des plans d’eau dans les vallées ou fonds de vallées. Ce sont des sols profonds (>40 cm) à valeur agro-sylvo-pastorale intéressante. Outre ces trois principales unités de sols, on note de façon dispersée la présence de lithosols des plateaux cuirassés. Ce sont des sols où l'on note la quasi absence d’une couche de végétation et de terre. Leur valeur agro-sylvo-pastorale est négligeable. 
De façon générale, on observe une dégradation progressive des différents types de sols. Cette situation rend pratiquement impossible leur exploitation sans des aménagements de protection et de conservation des eaux et des sols et l'apport de matières minérales.

### Climat
Le village appartient au régime tropical soudano-sahélien. Ce climat se traduit par l'alternance de deux saisons: une saison sèche de huit mois comprise entre octobre et mai ; une saison pluvieuse de quatre mois allant de juin à septembre. La pluviométrie varie entre 500 et 800 mm d’eau par an. Cette pluviométrique affecte négativement les récoltes, le couvert végétal et la disponibilité des eaux de surface,.

### Hydrographie

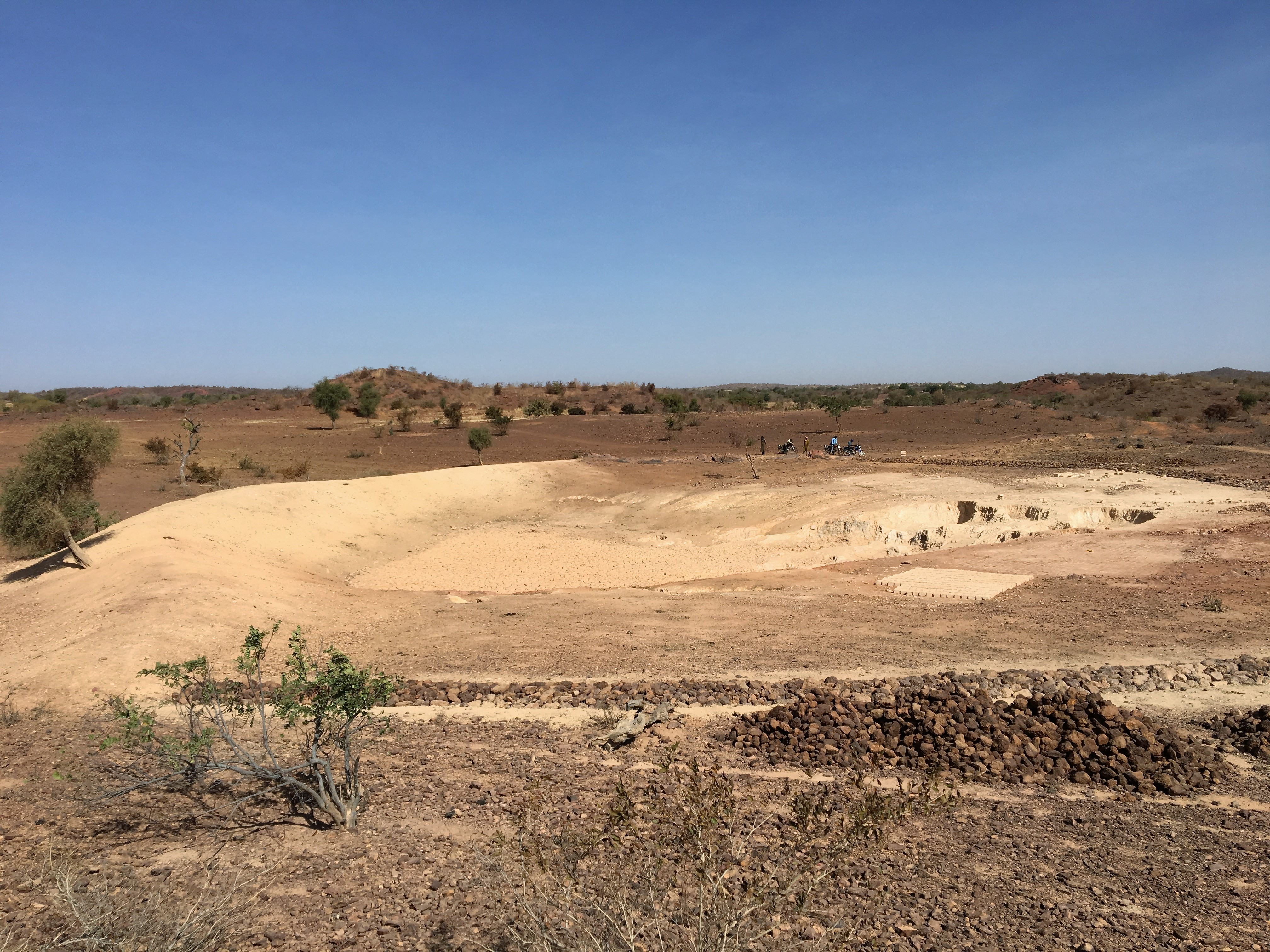
Bouli de Bogonam-Foulbé en saison sèche.

On enregistre des cours d’eau au niveau du village. Ces cours d’eau, principalement alimentés par les précipitations, tarissent en saison sèche. Au nord du village se trouve un grand cours d’eau qui rend le village inaccessible en saison pluvieuse. Le village a bénéficié d’un bouli. Ce bouli se trouve au sud du village, à peu près à 2 km du centre. 

### Végétation et faune

#### Végétation
Le caractère semi-désertique du climat du village ne favorise pas l'existence d'une végétation abondante. La végétation originelle est de type savane arborée qui s’est fortement dégradée ces dernières années du fait de la sécheresse et de la forte pression foncière. Les formations végétales naturelles encore présentes sont les reliques de fortes galeries le long des cours d’eau, les savanes et les steppes,.
| Nom scientifique        | Nom francais                    | Nom en mooré |
| ----------------------- | ------------------------------- | ------------ |
| Adansonia digitata      | Baobab africain                 | Toeega       |
| Acacia nilotica         | Gommier rouge                   | Pengendga    |
| Balanites aegyptiaca    | Dattier du désert               | Kieglga      |
| Piliostigma reticulatum | Piliostigma, Bauhinia, Semelier | Bagandé      |
| Tamarindus indica       | Tamarinier                      | Pusga        |
| Vitellaria paradoxa     | Karité                          | Taâga        |
| Acacia seyal            |                                 | Gomiiga      |
| Anogeissus leiocarpus   | Bouleau d'Afrique               | Siiga        |
| Khaya senegalensis      | Caïlcédrat                      | Kouka        |
| Acacia albida           |                                 | Zaanga       |
| Lannea microcarpa       | Raisinier                       | Sabga        |
| Sclerocarya birrea      | Marula                          | Noabga       |
| Guiera senegalensis     |                                 | Wilenwiiga   |
| Mitragyna inermis       |                                 | Hiliga       |

Selon les populations, la végétation naturelle existante contribue significativement à la sécurité alimentaire (apport de fruits comestibles), à l’apport en bois de chauffe, à la construction (bois de service) et à l’artisanat.

#### Faune
Au regard du climat semi désertique, le village ne regorge que de petits gibiers tels que les lièvres, les singes, les perdrix, les pintades, le chat sauvage, les oiseaux, de reptiles. La raréfaction des animaux sauvages dans la zone, selon les villageois, est due en grande partie à la diminution du couvert végétal et à la pression de l’homme (braconnage).

## Politique et administration
Bogonam-Foulbé est un village administratif et relève de la commune de Kongoussi. Le Comité villageois de développement (CVD) est une entité faitière qui s’occupe des activités du développement du village. Elle est aussi une structure consultative qui joue l’intermédiation entre les habitants et les organisations intervenant dans le village. Les Conseillers du village travaillent avec le conseil municipal de Kongoussi et veille à la mise en œuvre des activités développement planifiées par le conseil. CVD et conseillers travaillent avec le Préfet. Les conseillers travaillent avec le Maire.

## Population et société

### Données démographiques
Bogonam-Foulbé a une population en 2016 de 303 habitants dont 160 femmes et 143 hommes. Tous les habitants sont des musulmans et ils célèbrent les fêtes de Tabaski et de Ramadan.
| Tranche d’âge | Population |
| ------------- | ---------- |
| 0-5 ans       | 35         |
| 6-17 ans      | 96         |
| 18-50 ans     | 62         |
| 50-100 ans    | 110        |
| Total         | 303        |

| Quartiers    | Population | Population |
| ------------ | ---------- | ---------- |
| Silminabyiri | 101        | 101        |
| Gouilé       | 93         | 93         |
| Yoroyiri     | 109        | 109        |
| Total        | Total      | 303        |

Les derniers chiffres officiels ont enregistré une population de 229 habitants pour Bogonam-Foulbé en 2006.

### Organisation coutumière et sociale
Ce sont des Peulhs qui peuplent cette localité. Ce sont des nomades éleveurs qui sont venus du Mali. Ils demandèrent un terrain au chef de Bogonam pour se sédentariser, et ce dernier le leur accorda. Le village est dirigé par un chef de village et est assisté par les sages.

### Services sociaux

#### Éducation

##### Établissements scolaires
Bogonam-Foulbé n’a pas d’école. Les enfants fréquentent l’école primaire de Bogonam qui est située à 2,5 km.

##### Alphabétisation

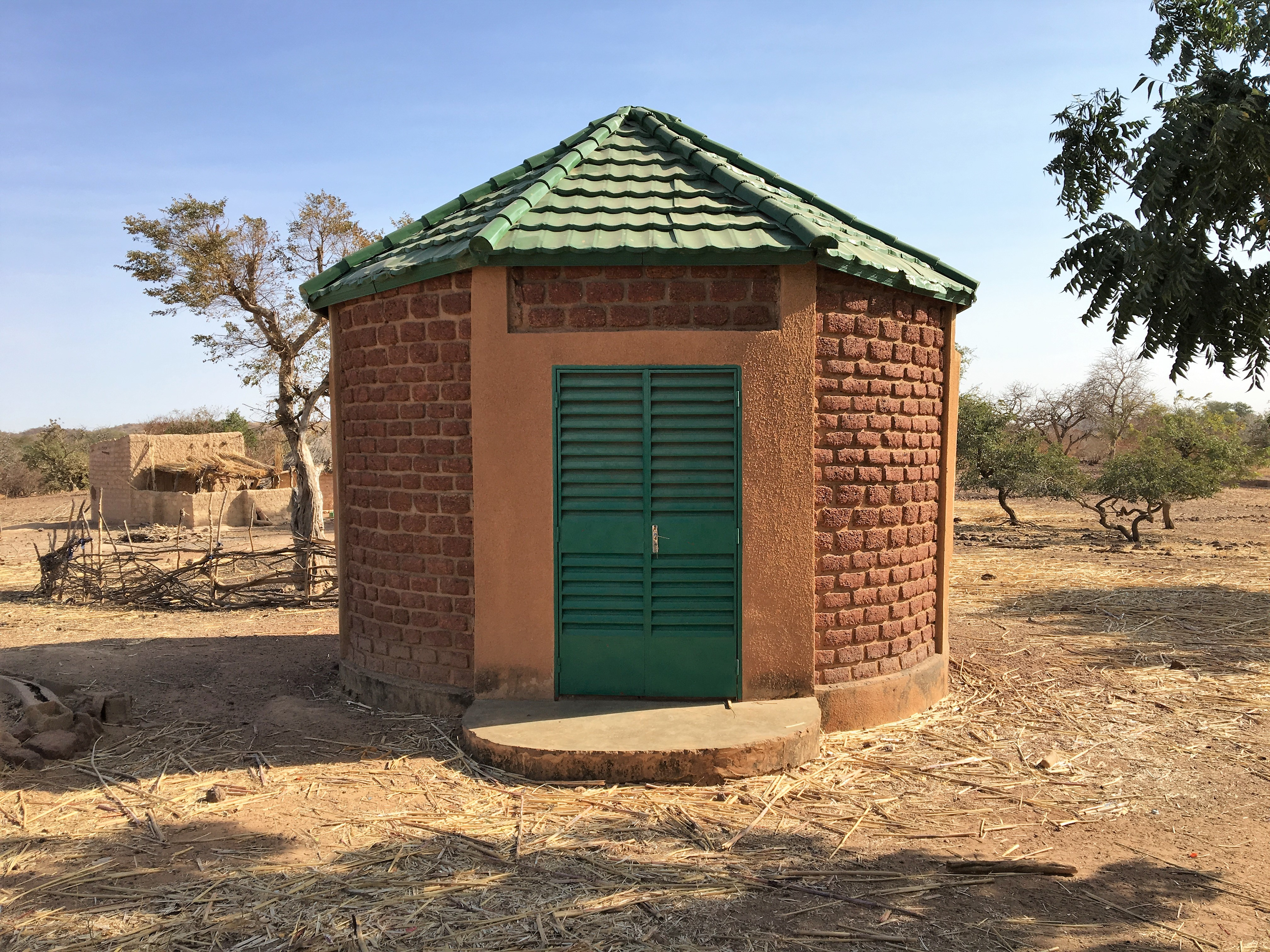
Centre d'alphabétisation de Bogonam-Foulbé.

Bogonam-Foulbé dispose d'un centre d'alphabétisation. 

#### Santé
Le village ne dispose pas de structure sanitaire. Les habitants fréquentent le CSPS de Lourgou qui se trouve à 5 km. Pour les cas graves, les patients sont référés au CMA de Kongoussi.

##### Eau et assainissement

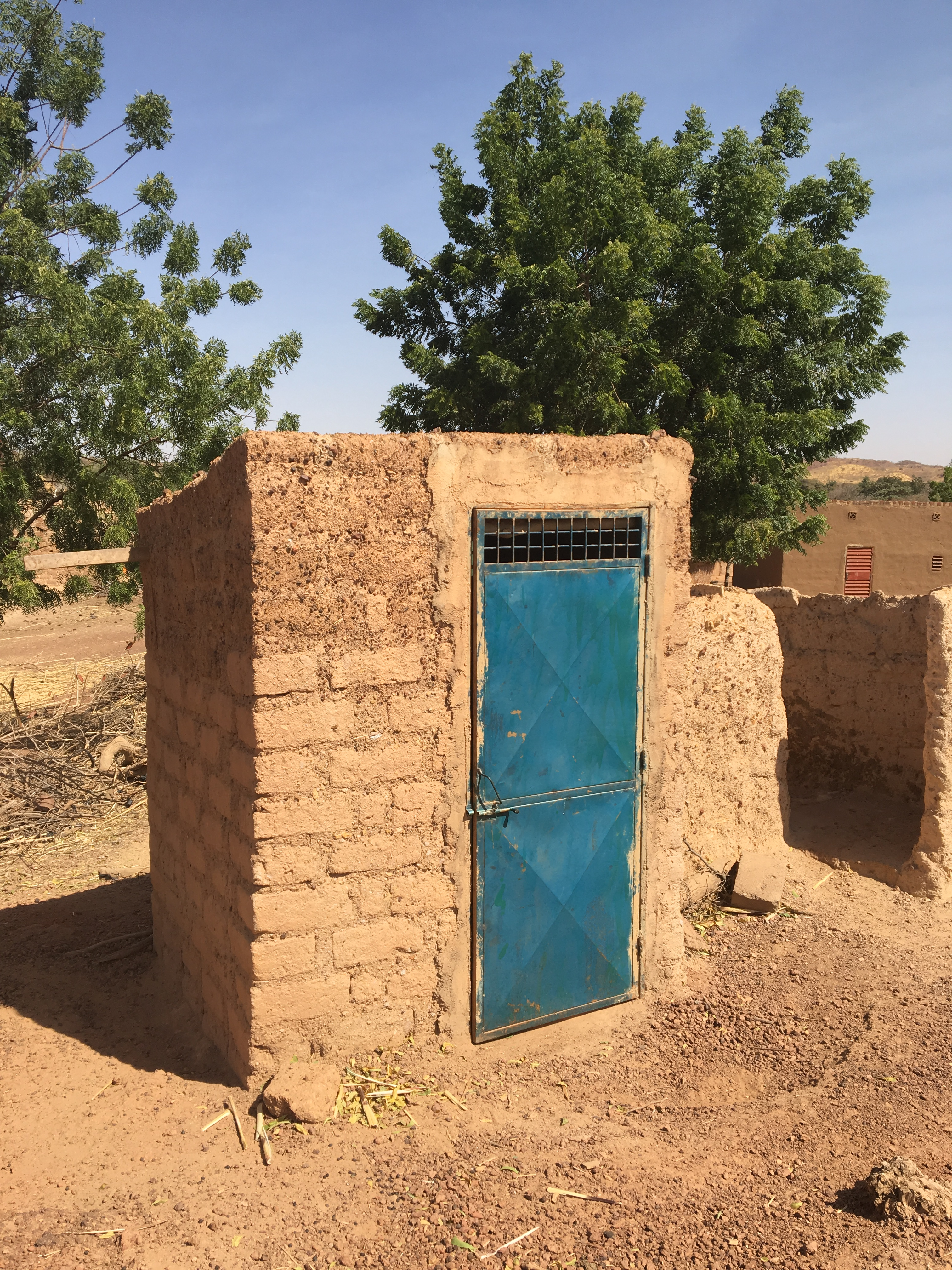
Latrine privée de Bogonam-Foulbé.

| Quartiers    | Forages | Latrines familiales | Population |
| ------------ | ------- | ------------------- | ---------- |
| Silminabyiri | 0       | 5                   | 101        |
| Gouilé       | 0       | 3                   | 93         |
| Yoroyiri     | 1       | 4                   | 109        |
| TOTAL        | 1       | 12                  | 303        |

#### Autres infrastructures

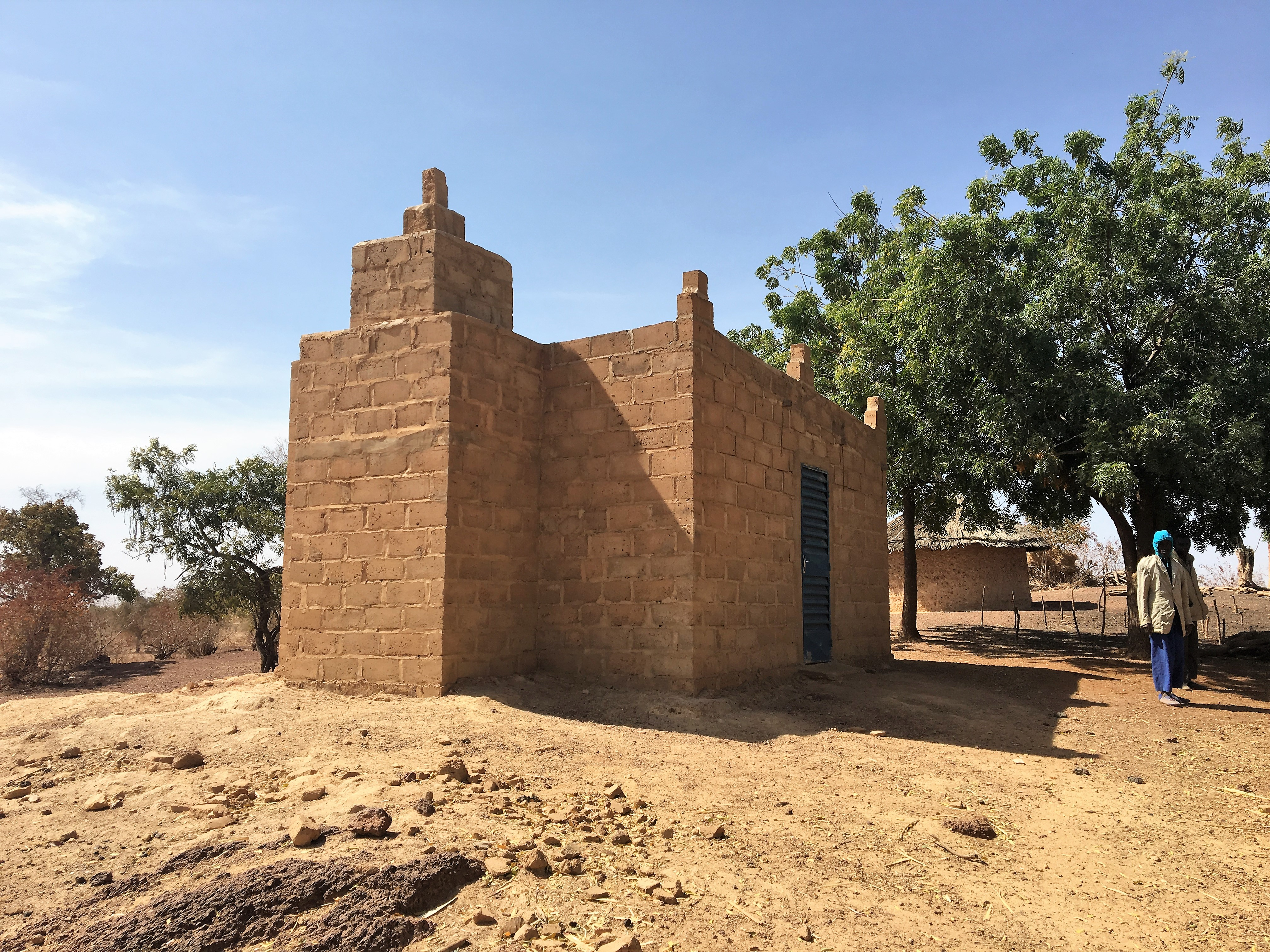
Mosquée de Bogonam-Foulbé.

Une mosquée a été construite par les villageois en 2016.

## Économie

### Agriculture
Les Peulhs se sont sédentarisés et l’agriculture constitue la deuxième activité de production. Tous les ménages cultivent avec des charrues. Cependant les habitants du village affirment ne pas recevoir assez de formations sur les techniques du CES/DRS d’où un faible rendement des sols. Certains ménages n’arrivent pas à couvrir leurs besoins alimentaires annuels.
Les habitants estiment la superficie moyenne pour chaque producteur à 1,5 hectare.
| Cultures     | Superficie occupée par rapport à la superficie totale du champ |
| Sorgho Blanc | 30%                                                            |
| Petit-mil    | 30%                                                            |
| Maïs         | 20%                                                            |
| Haricots     | 10%                                                            |
| Arachides    | 5%                                                             |
| Sésame       | 5%                                                             |

### Élevage
Village de Peuhl, l’élevage constitue la première activité de production. Le patrimoine du village en animaux se compose comme suit :
| Quartiers    | Gros ruminants | Gros ruminants | Petits ruminants |
| ------------ | -------------- | -------------- | ---------------- |
| Silminabyiri | 139            | 139            | 209              |
| Gouilé       | 145            | 145            | 187              |
| Yoroyiri     | 70             | 70             | 62               |
| Total        | Total          | 354            | 458              |

Les éleveurs rencontrent des problèmes liés à la pauvreté du couvert végétal, l’insuffisance des eaux de surface, les maladies des animaux. Les Peulhs effectuent la transhumance dans les villages voisins en vue de mieux nourrir leur bétail. Les résidus des récoltes constituent comme aliment complémentaire pour le bétail. Le tapis herbacé est pauvre et composé essentiellement de Loudetia togoensis, Andropogon.

### Commerce

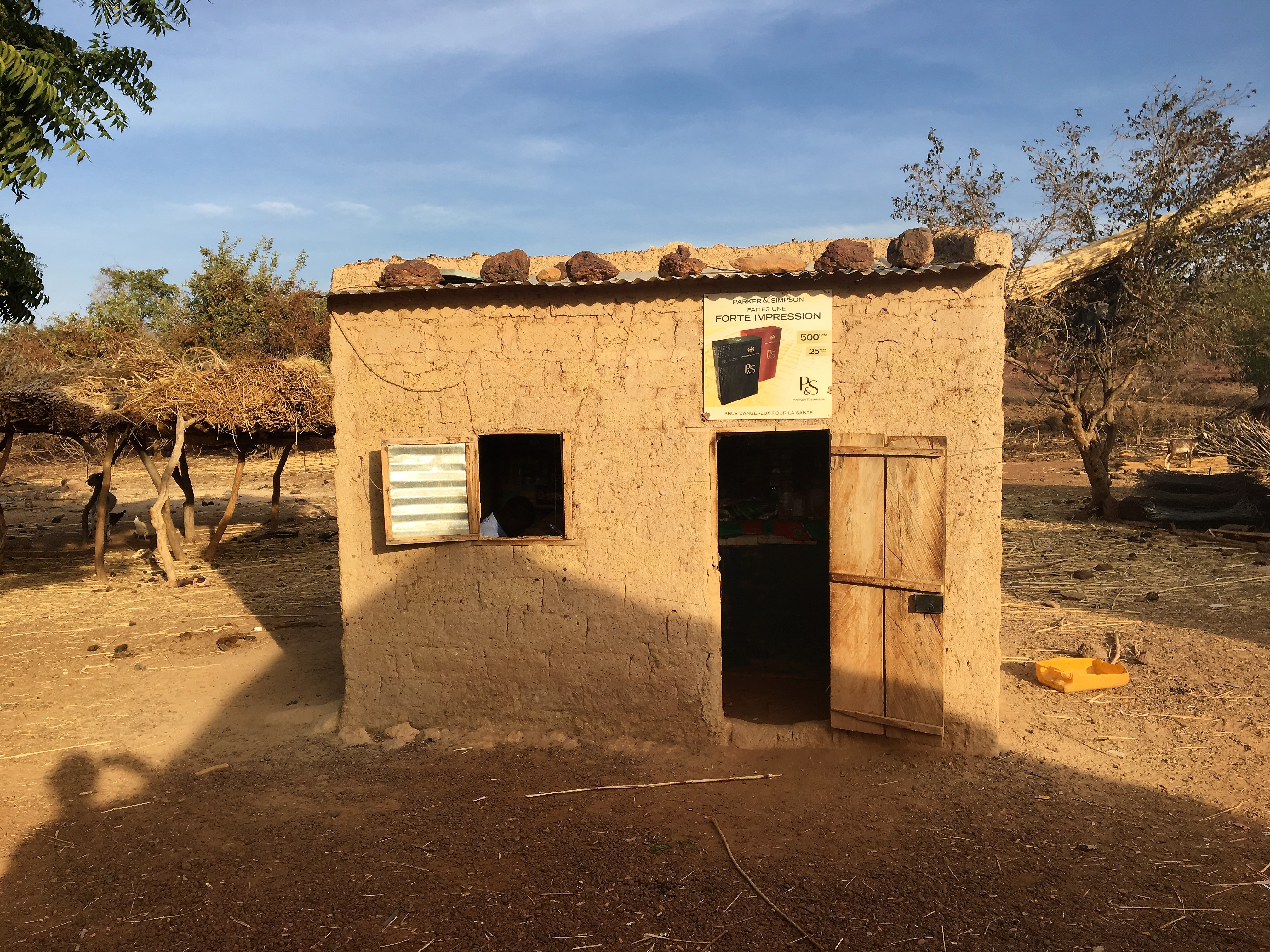
Petit commerce de Bogonam-Foulbé.

Une petite boutique se trouve actuellement (2017) à Bogonam-Foulbé.

### Orpaillage
Il n’existe pas de site d’orpaillage dans le village. Les peulhs ne s’adonnent pas aux activités d’orpaillage car leur principale activité reste l’élevage pastoral.

### Artisanat
Les habitants de nature éleveur pratiquent peu l’artisanat. Ce sont les femmes qui fabriquent des nattes, une partie des nattes leur sert comme instrument pour se coucher et l’autre partie des nattes est commercialisée.